# Nora Forster
Nora Maier Forster (Múnich, 6 de noviembre de 1942-Los Ángeles, 6 de abril de 2023) fue una actriz, modelo y promotora musical germanobritánica.

## Biografía
Hija de Franz Karl Maier. Fue una heredera editorial, actriz, conocida principalmente como promotora musical. Antes de mudarse a Londres a fines de la década de 1960, trabajó en Alemania con Jimi Hendrix, Wishbone Ash y Yes. Fue la patrocinadora financiera de bandas de punk de Reino Unido como The Clash y Sex Pistols, banda donde el cantante británico John Lydon actuaba como Johnny Rotten. En 1979, ella y Lydon se casaron. Fue madre de Ariane Daniela Forster (1962-2010). Vivía en Venice Beach, Los Ángeles, con Lydon.
Falleció el 6 de abril de 2023 a los ochenta años, de enfermedad de Alzheimer en Estados Unidos.

## Filmografía
- 1965, Genghis Khan
- 1970, Mein schönes kurzes Leben
- 2000, Rotten TV